# یوکو-کاله راید
یوکو-کاله راید (استونیایی: Juku-Kalle Raid؛ زادهٔ ۲۸ ژوئیهٔ ۱۹۷۴) سیاستمدار و نماینده سابق مجلس اهل استونی است.